# CAGE FORCE EX -western bound-
CAGE FORCE EX -western bound-（ケージ・フォース・イーエックス ウェスタン・バウンド）は、日本の総合格闘技団体「CAGE FORCE」の大会の一つ。2007年2月17日、鳥取県米子市の米子産業体育館で開催された。

## 大会概要
CAGE FORCE初めてのEX（地方大会）となった。
本大会ではCAGE FORCEライト級王座決定トーナメントが開幕し、1回戦のうち2試合が行われた。

## 試合結果
第1試合 ライト級 5分2R
○  上田裕 vs.  小田光二 ×
2R 0:10 TKO（レフェリーストップ：パウンド）
第2試合 ミドル級 5分2R
○  北浦徳之 vs.  小林哲也 ×
1R 0:49 チョークスリーパー
第3試合 フェザー級 5分2R
○  江田皓哉 vs.  若杉成次 ×
2R終了 判定3-0
第4試合 ミドル級 5分2R
○  枝折優士 vs.  中村勇太 ×
1R 1:47 TKO（レフェリーストップ：パウンド）
第5試合 バンタム級 5分2R
△  岡田剛史 vs.  廣野剛康 △
2R終了 判定1-0
第6試合 ライト級王座決定トーナメント 1回戦 5分3R
○  美木航 vs.  金原泰義 ×
2R 1:21 TKO（ドクターストップ：右目尻のカット）
※美木が準々決勝進出。
第7試合 ライト級王座決定トーナメント 1回戦 5分3R
○  タクミ vs.  福本よう一 ×
3R終了 判定3-0
※タクミが準々決勝進出。
第8試合 無差別級 5分3R
○  謙吾 vs.  WAKASHOYO ×
1R 0:20 TKO（レフェリーストップ：パウンド）